# Acotango
Der Cerro Acotango ist ein 6052 m hoher Stratovulkan an der Grenze zwischen West-Bolivien und Nord-Chile. Er liegt 160 km östlich von Arica im Nationalpark Lauca im Gebirge Cordillera Occidental in den zentralen Anden.
Er bildet zusammen mit den beiden Vulkanen Humarata sowie Cerro Capurata die Quimsachata Vulkangruppe. Kimsachata bedeutet „drei Brüder“ in der Aymara-Sprache. Der Acotango ist der mittlere und höchste der drei Stratovulkane.
Der Acotango wird als aktiver Vulkan eingeschätzt, seine Hauptaktivität liegt schätzungsweise 10.000 Jahre zurück. Die Südflanke des Vulkans wird von einem Gletscher bedeckt, der bei einem erneuten Ausbruch des Vulkans eine latente Gefahr durch Bergstürze und Überflutungen darstellen würde.
Der chilenische Forscher Pedro Rosende berichtet von Resten von Feuerholz auf dem Gipfel des Acotango, so dass vermutet wird, der Acotango sei möglicherweise zu Zeiten der Inka eine heilige Stätte gewesen.